# Коняево (Калужская область)
Коняево — деревня в Медынском районе Калужской области России. Входит в сельское поселение «Деревня Гусево».  До упразднения уездно-губернского деления входило в состав  Гиреевской волости Медынского уезда .
Население — 3 человек.

## География
Находится в пределах Смоленско-Московской возвышенности Русской равнины, на берегу реки Шаня.

### Геология
В деревне прослеживается пологоволнистая водоледниково-моренная слабо расчлененная равнина. Четвертичные образования представлены моренными, водоледниковыми и покровными суглинками, разнозернистыми песками. Коренные породы, в основном, представлены терригенно-известняковыми образованиями нижнего карбона и песчано-глинистыми слоями миоценового возраста неогенового времени. Грунтовые воды (верховодка), наблюдаются на выположенных участках водоразделов. Почвы дерново-сильно-среднеподзолистые на суглинисто-песчаной основе.

## История
Впервые упоминается  в «Описаниях и алфавитах к Калужскому атласу» от 1782 года вместе с деревней Гребенкино, как владение Федора Глебовича Салтыкова (сына Салтычихи). Согласно картографическим материалам в конце XVIII – первой половине XIX веков в деревне насчитывалось 30–40 дворов и 100–150 душ мужского пола.
В «Списке населённых мест Калужской губернии по сведениям 1863 года» указана как владельческая деревня при реке Шане по левую сторону тракта из Медыни в Гжатск, в которой насчитывалось 29 дворов и 221 жителей. После земельной реформы вошла в Гиреевскую волость Медынского уезда. В конце 1870-х в деревне насчитывалось 182 жителя, 42 двора и две миткальных фабрики. На 1897 год население деревни составляло 213 человек, а на 1914 год — 245 человек.

## Население
| 2002 | 2010 |
| ---- | ---- |
| 15   | ↘3   |

## Инфраструктура
Личное подсобное хозяйство с зоной сельскохозяйственного использования, индивидуальная застройка усадебного типа.
В настоящий день в Коняево насчитывается 23 домовладения.

## Транспорт
Деревня доступна по просёлочным дорогам.